# Вероника песчаная
Вероника песчаная (лат. Veronica arenosa) — многолетнее травянистое растение, вид рода Вероника (Veronica) семейства Подорожниковые (Plantaginaceae).

## Распространение и экология
Ареал вида охватывает Алтайские горы, Монголию и Казахстан. Эндемик. Описан с песков Аккум в Зайсанской котловине.
Произрастает на песках.

## Ботаническое описание
Стебли высотой 30—40 см, многочисленные, внизу деревянистые.
Листья очерёдные, часто расположены пучками, прямые или изогнутые. Верхние листья линейные, ланцетные. Нижние — супротивные от продолговатых до ланцетных, расширенные в верхней части, иногда по краю с редкими зубчиками, чаще цельнокрайные, на верхушке островатые, постепенно суженные к основанию, с обеих сторон опушённые, толстоватые.
Кисть длиной 3—8 см, узкая. Цветоножки прямые, вверх торчащие, длиной около 1—1,5 см; прицветники нитевидные, короче цветоножек. Чашечка длиной 1—1,5 мм, рассечённая на яйцевидные и продолговато-яйцевидные, острые, густо опушенные доли; венчик синий или голубой, меньше или почти до половины сросшийся в трубку, отгиб внутри с волосками, из четырёх продолговатых, разных по форме долей.
Коробочка длиной до 3 мм, округло-сердцевидная, слабо сплюснутая, голая, с узкой выемкой. Семена продолговатые, с одной стороны слегка вогнутые, гладкие, длиной около 1,5 мм, шириной 1 мм шир.

## Таксономия
Вид Вероника песчаная входит в род Вероника (Veronica) семейства Подорожниковые (Plantaginaceae) порядка Ясноткоцветные (Lamiales).
|  |                                      |  |                                                             |                                                             |                          |  | ещё 21 семейство (согласно Системе APG II) | ещё 21 семейство (согласно Системе APG II) |                       |  |  |  | ещё от 300 до 500 видов |
|  |                                      |  |                                                             |                                                             |                          |  | ещё 21 семейство (согласно Системе APG II) | ещё 21 семейство (согласно Системе APG II) |                       |  |  |  | ещё от 300 до 500 видов |
|  |                                      |  |                                                             | порядок Ясноткоцветные                                      |                          |  |                                            |                                            | род Вероника          |  |  |  |                         |
|  |                                      |  |                                                             | порядок Ясноткоцветные                                      |                          |  |                                            |                                            | род Вероника          |  |  |  |                         |
|  | отдел Цветковые, или Покрытосеменные |  |                                                             |                                                             | семейство Подорожниковые |  |                                            |                                            | вид Вероника песчаная |  |  |  |                         |
|  | отдел Цветковые, или Покрытосеменные |  |                                                             |                                                             | семейство Подорожниковые |  |                                            |                                            |                       |  |  |  |                         |
|  |                                      |  | ещё 44 порядка цветковых растений (согласно Системе APG II) | ещё 44 порядка цветковых растений (согласно Системе APG II) |                          |  |                                            | ещё 90 родов                               | ещё 90 родов          |  |  |  |                         |
|  |                                      |  |                                                             | ещё 44 порядка цветковых растений (согласно Системе APG II) |                          |  |                                            |                                            | ещё 90 родов          |  |  |  |                         |